# Akira Ito
Akira Ito (født 19. september 1972) er en tidligere japansk fodboldspiller og træner.
Han har spillet for flere forskellige klubber i sin karriere, herunder Kawasaki Frontale.
Han har tidligere trænet Omiya Ardija og Ventforet Kofu.